# Харлемская ратуша

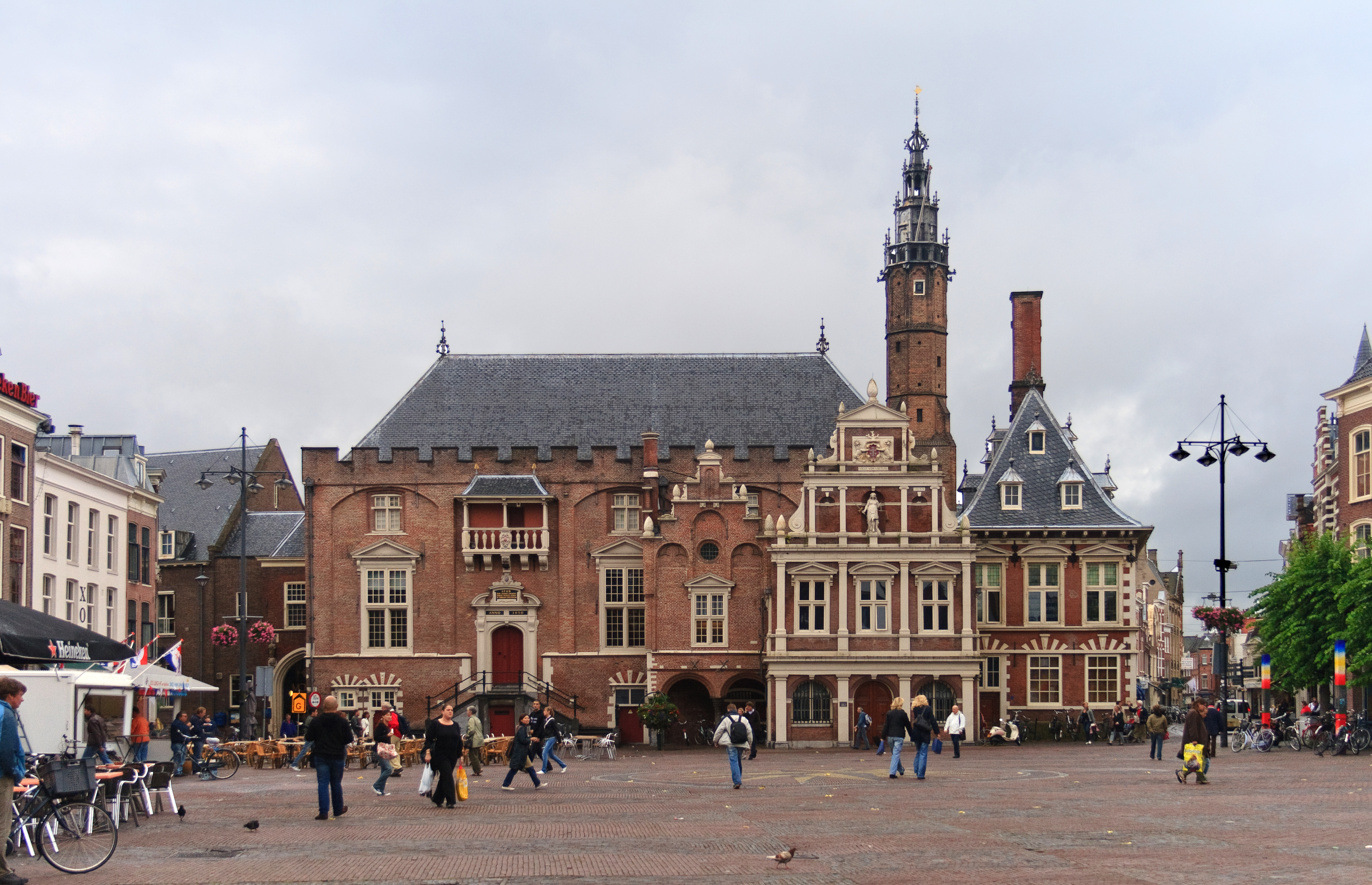
Здание ратуши в Харлеме

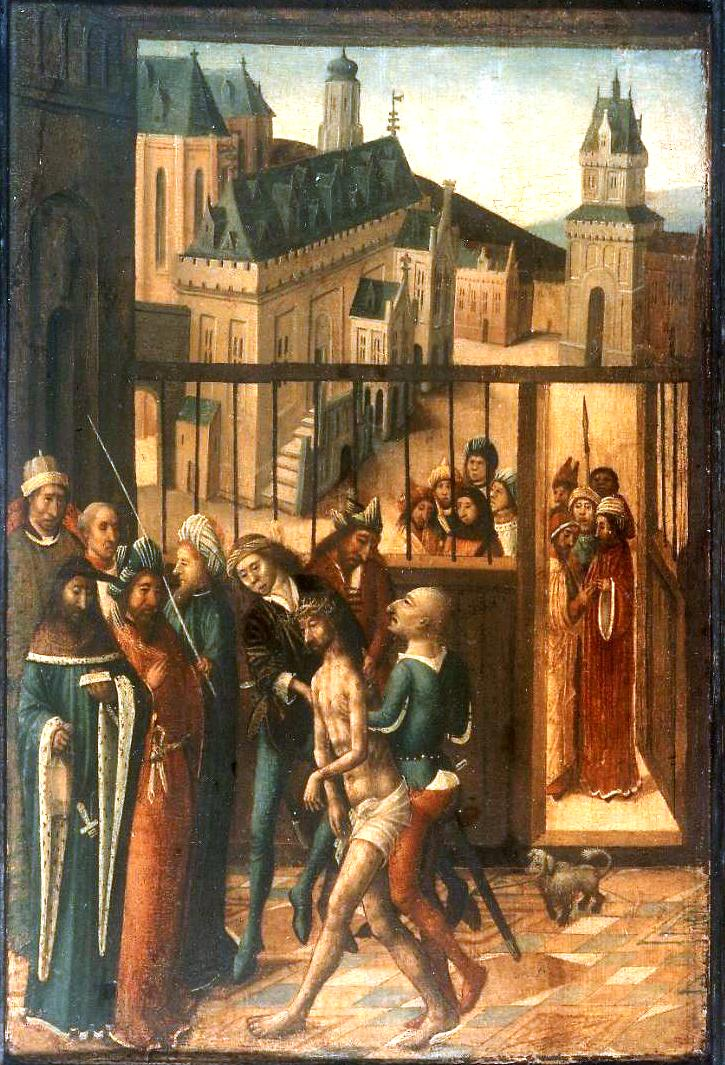
Картина Мастера Беларта (Jacob Bellaert) «Суд Пилата» с изображением ратуши в Харлеме (1483—1486 гг.)

Ратуша в Харлеме — историческое здание на центральной площади города Гроте-Маркт (нидерл. Grote Markt). Построено в середине XIV века, фасад здания выполнен в начале XVII века известным голландским архитектором Ливеном де Кеем. С момента строительства и до настоящего времени служит местоположением органов городского управления.
Первая постройка на месте современного здания ратуши датируется началом XII века. Она принадлежала графам Голландии и, как и большинство городских строений того времени, была деревянной. Два больших пожара XIV века, последний из которых произошёл в 1351 году, нанесли большой урон городским строениям, а в их числе графскому дому и старому зданию ратуши. Графская земля была подарена городу и на месте сгоревшего деревянного строения около 1370 года была возведена новая ратуша. Башня появилась в 1465—1468 гг., но была снесена в 1772 году и затем восстановлена в 1913 году. 
Поначалу помещения ратуши занимали только фронтальную часть здания, а его тыльная сторона принадлежала доминиканскому монастырю. После Реформации здание перешло во владение городских властей и долгое время использовалось как книгохранилище и библиотека (Stadsbibliotheek), в основу которой легло собрание книг из церквей Святого Бавона и Св. Иоанна (Janskerk). Коллекция книг продолжала пополняться и в 1821 году книгохранилище обрело статус академической библиотеки. 
Переделки ратуши начала XVII века были выполнены городским архитектором Л. де Кеем. В 1622—1630 гг. было пристроено крыло в стиле голландского Ренессанса, а в 1630—1633 годах появился фасад ратуши в стиле классицизма.
C 1862 по 1913 годы в бывшем клуатре в задней части ратуши, Принсенхофе (нидерл. Prinsenhof — «двор принца»), располагался музей Франса Халса, а в 1921 году открылся читальный зал.
Внутри ратуши расположена коллекция картин и объектов, связанных с многовековой историей города. Некоторые из них являются частью первоначального интерьера ратуши, другие принадлежат коллекции музея Франса Халса, но из-за большого размера были оставлены в здании ратуши.

## Галерея

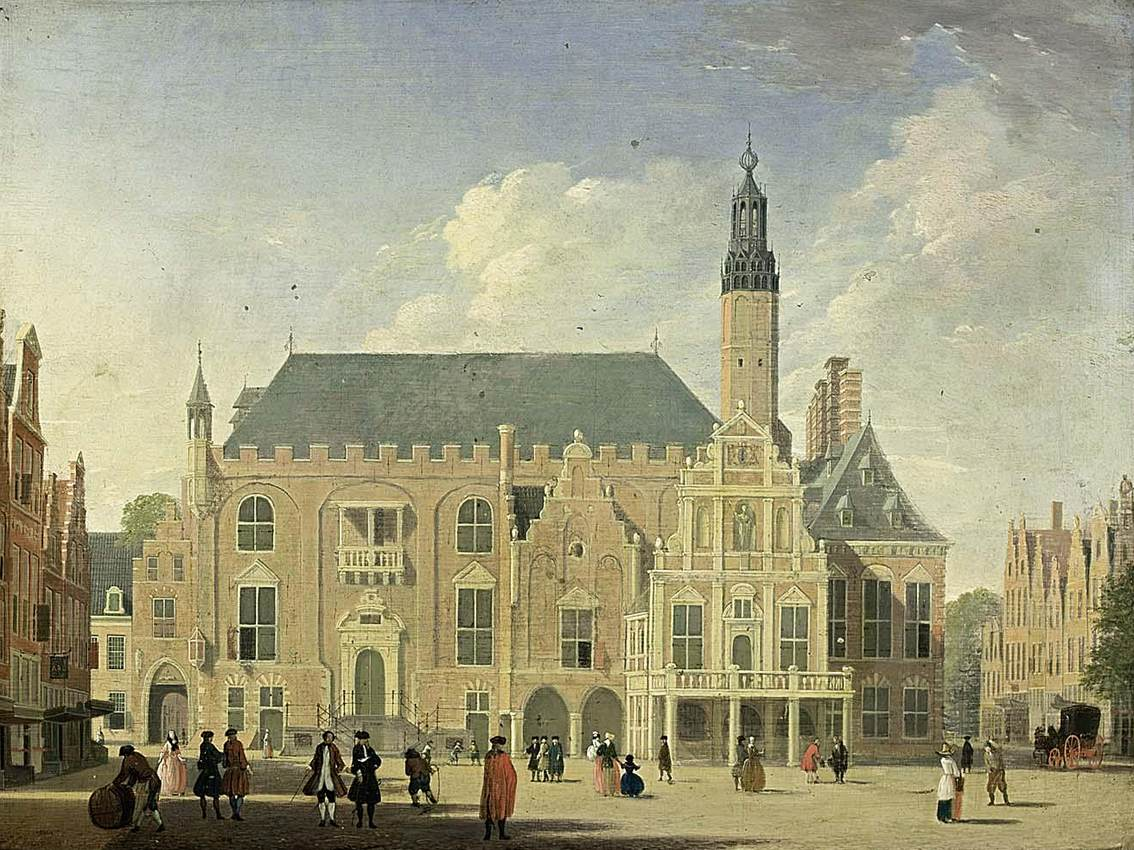
Ратуша в XVIII  веке (худ.Ян тен Компе)
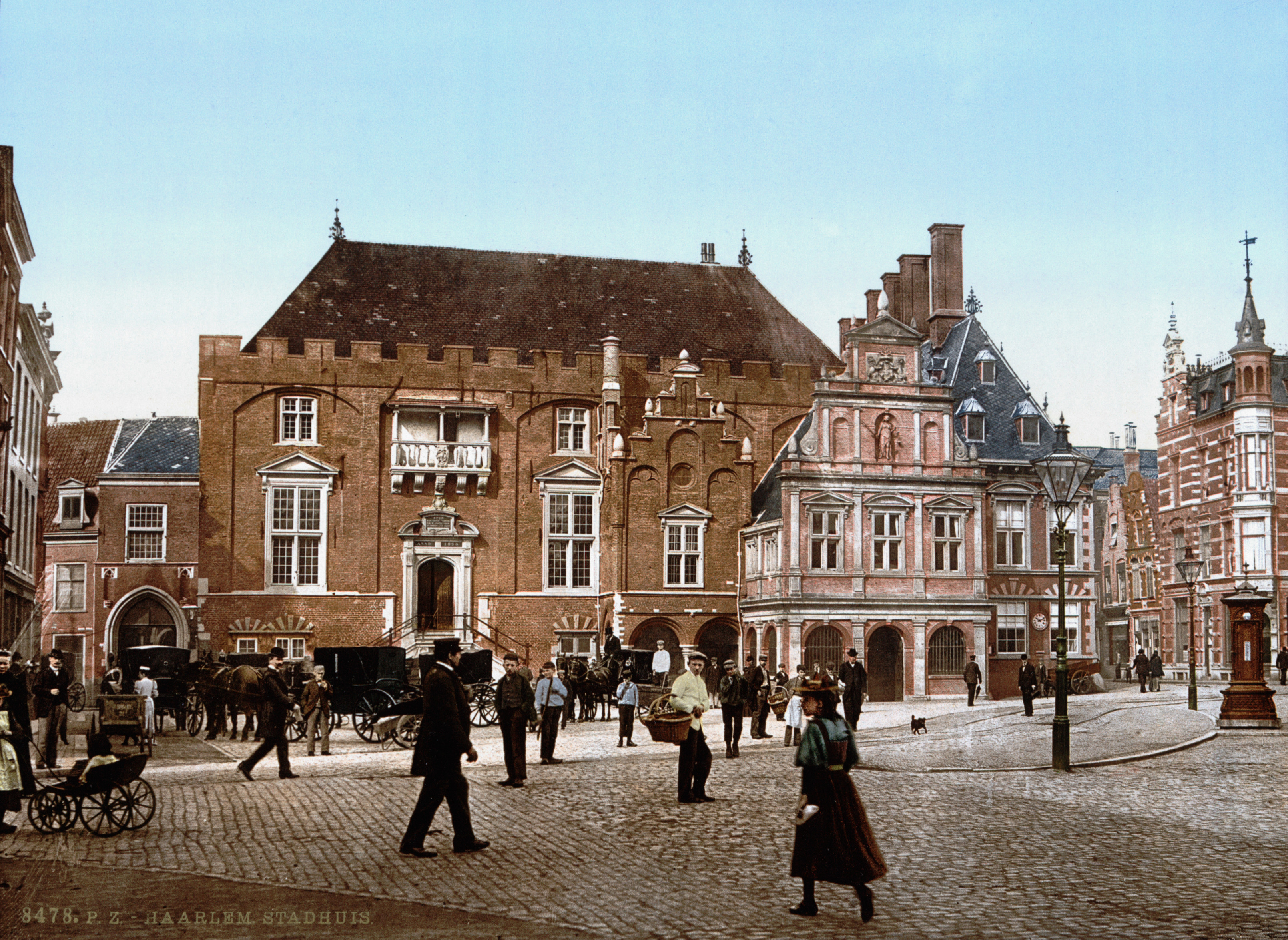
Ратуша около 1900 года
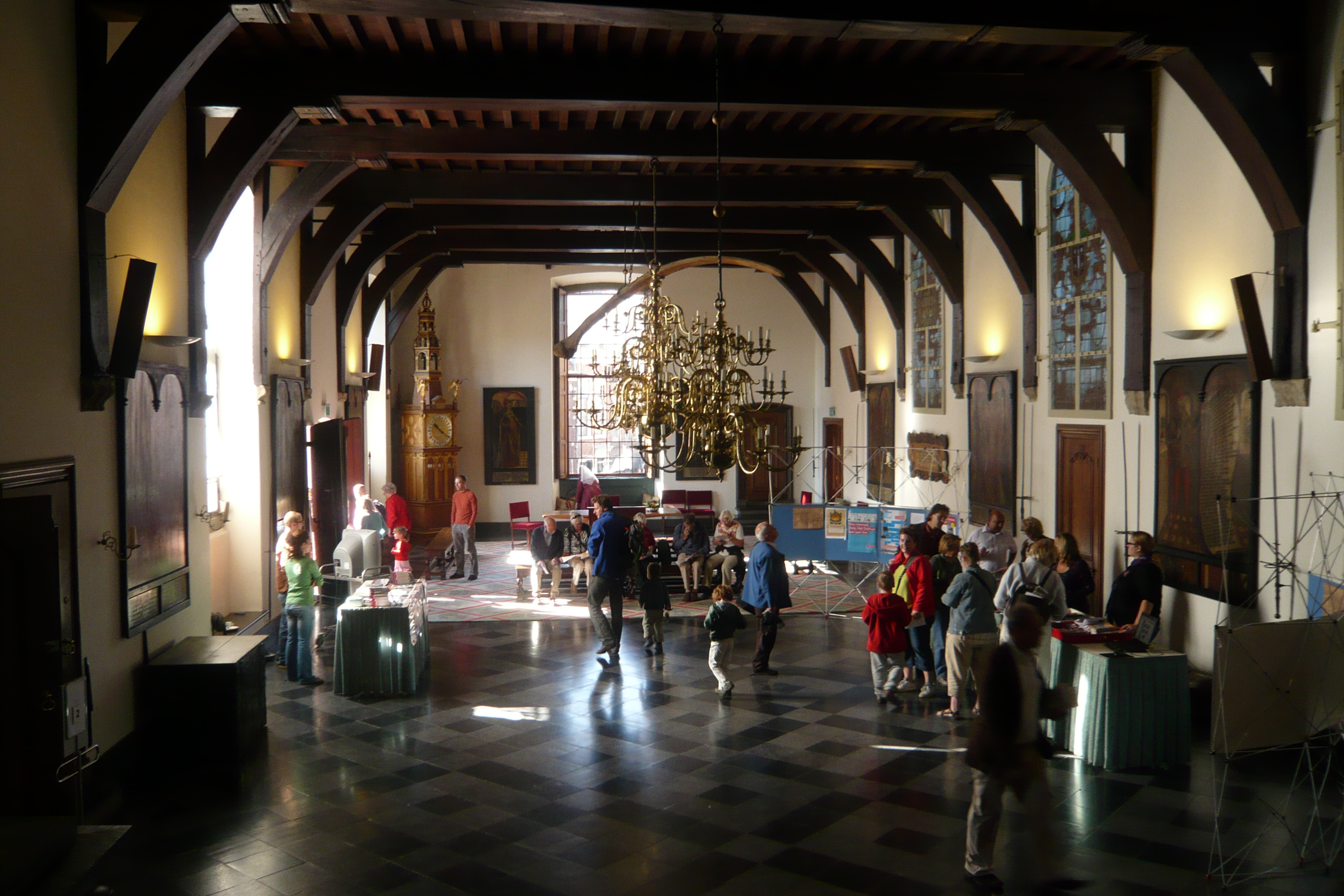
Интерьер ратуши
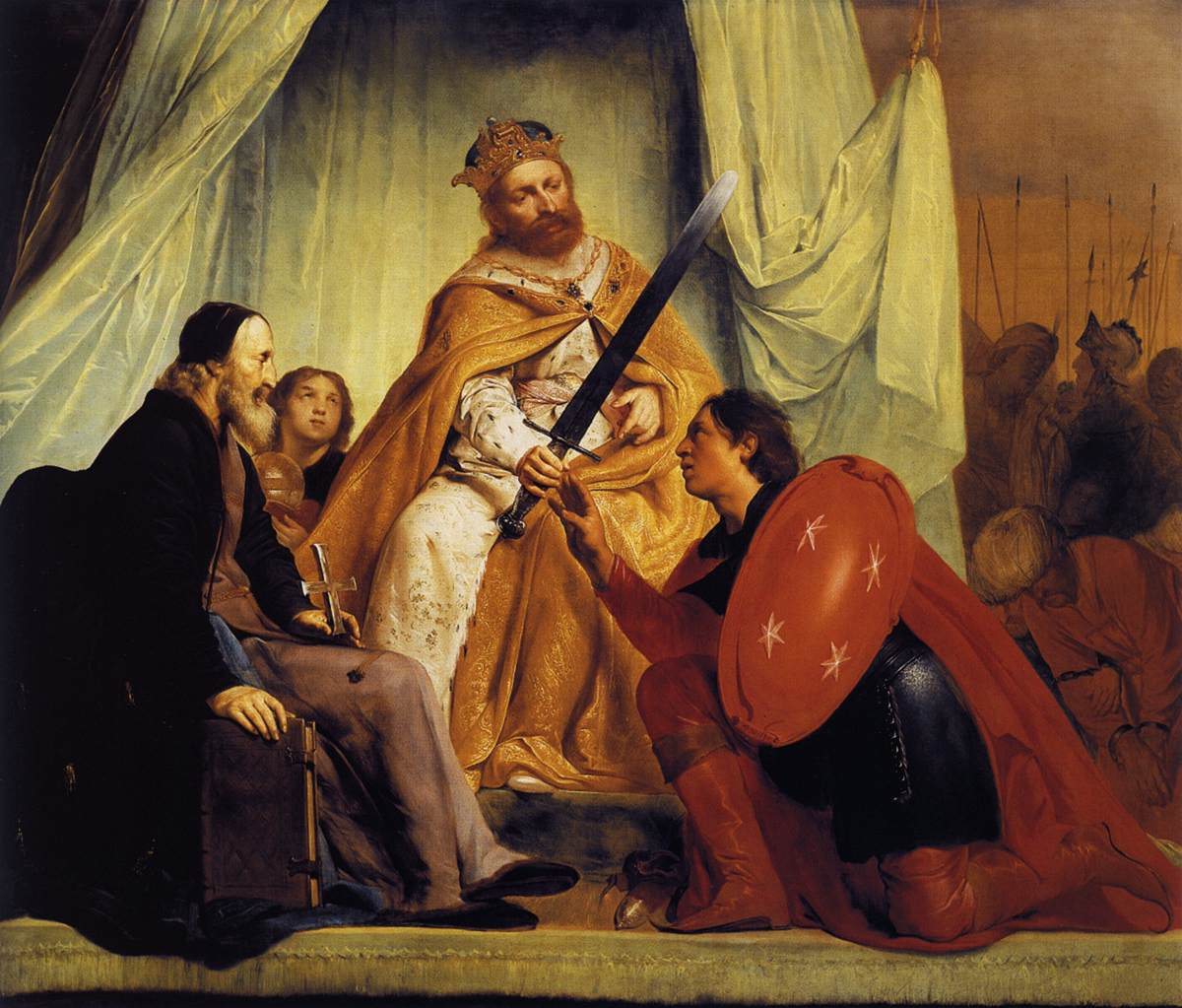
Питер де Греббер Легенда о щите Харлема (картина из собрания картин ратуши)